# Lois Gunden
Lois Gunden (ur. 1915, zm. 2005) – amerykańska nauczycielka języka francuskiego i działaczka menonicka uhonorowana Medalem Sprawiedliwy wśród Narodów Świata.

## Życie i działalność
Była nauczycielką języka francuskiego w Goshen, w stanie Indiana. W czasie II wojny światowej, działała w ramach Centralnego Komitetu Menonitów. Od 1941 roku zajmowała się organizacją domu dziecka w Canet Plage, w południowej Francji w ramach organizacji Secours Mennonite aux Enfants. Wśród podopiecznych organizowanego przez nią domu dziecka były również dzieci Żydowskie. W 1943 roku została aresztowana przez nazistów i w 1944 roku przekazana stronie amerykańskiej w ramach wymiany więźniów.  Po powrocie do kraju powróciła do nauczania języka francuskiego w Goshen College oraz Temple University, a w 1958 roku wyszła za mąż za Ernesta Clemensa.
27 stycznia 2016 roku w ramach obchodów Międzynarodowego Dnia Pamięci o Ofiarach Holocaustu została pośmiertnie uhonorowana podczas uroczystości w ambasadzie Izraela w Waszyngtonie – Medalem Sprawiedliwy wśród Narodów Świata. W uroczystości wziął udział Prezydent Stanów Zjednoczonych Barack Obama. Wraz z Lois Gunden uhonorowani zostali Roddie Edmonds oraz Maryla i Walery Zbijewscy.